# Municipio de Berlin (Illinois)
El municipio de Berlin (en inglés: Berlin Township) es un municipio ubicado en el condado de Bureau en el estado estadounidense de Illinois. En el año 2010 tenía una población de 746 habitantes y una densidad poblacional de 7,88 personas por km².

## Geografía
El municipio de Berlin se encuentra ubicado en las coordenadas 41°27′25″N 89°20′39″O / 41.45694, -89.34417. Según la Oficina del Censo de los Estados Unidos, el municipio tiene una superficie total de 94.69 km², de la cual 94,68 km² corresponden a tierra firme y (0,01 %) 0,01 km² es agua.

## Demografía
Según el censo de 2010, había 746 personas residiendo en el municipio de Berlin. La densidad de población era de 7,88 hab./km². De los 746 habitantes, el municipio de Berlin estaba compuesto por el 96,78 % blancos, el 0,4 % eran afroamericanos, el 0,13 % eran amerindios, el 0,8 % eran asiáticos, el 0,67 % eran de otras razas y el 1,21 % eran de una mezcla de razas. Del total de la población el 4,02 % eran hispanos o latinos de cualquier raza.